# Myzopoda schliemanni
Il pipistrello dai piedi a ventosa occidentale (Myzopoda schliemanni Goodman, Rakotondraparany & Kofoky, 2006) è un pipistrello della famiglia dei Mizopodidi endemico del Madagascar.

## Descrizione

### Dimensioni
Pipistrello di piccole dimensioni, con la lunghezza totale tra 92 e 107 mm, la lunghezza dell'avambraccio tra 45 e 49 mm, la lunghezza della coda tra 44 e 47 mm, la lunghezza del piede tra 5 e 6 mm, la lunghezza delle orecchie tra 30 e 32 mm e un peso fino a 10,3 g.

### Aspetto
Le parti dorsali sono bruno-giallastre con la base dei peli grigiastra, mentre le parti ventrali sono grigio chiare. Il muso è corto e piatto, gli occhi sono piccoli. Le orecchie sono grandi, a forma di imbuto, non unite anteriormente alla base sebbene i margini anteriori si tocchino sopra la fronte. Alla base del padiglione auricolare è presente una formazione fungoide, probabilmente con la stessa funzione del trago. Alla base dei pollici e sulle piante dei piedi sono presenti dei cuscinetti carnosi adesivi. La coda è molto lunga e si estende per circa un terzo oltre l'ampio uropatagio.

## Biologia

### Comportamento
Si rifugia all'interno di grotte e probabilmente sotto grandi foglie di alberi come la palma del viaggiatore.

### Alimentazione
Si nutre di insetti come blatte e lepidotteri.

## Distribuzione e habitat
Questa specie è diffusa nella parte nord-occidentale del Madagascar.
Vive nelle foreste relativamente disturbate.

## Conservazione
La IUCN Red List, considerato il vasto areale e la popolazione numerosa e come Myzopoda aurita è adattata alle modifiche ambientali, classifica M.schliemanni come specie a rischio minimo (Least Concern).